# Neofabraea
Neofabraea FH.S. Jacks. – rodzaj workowców z klasy Leotiomycetes.

## Charakterystyka
Endobionty prowadzące pasożytniczy tryb życia, rzadko saprotrofy. Często rozwijają się w zdrewniałych tkankach roślin, czasami również w owocach. Tworzą brunatne apotecja o woskowatej lub miękkiej konsystencji, początkowo zanurzone w grzybni, ale szybko wynurzające się nad powierzchnię. Worki cylindryczne, wąskie z epitecjum złożonym ze splątanych z sobą i zlepionych wstawek. Askospory elipsoidalne, za młodu jednokomórkowe, potem z 1-3 przegrodami.

## Systematyka i nazewnictwo
Pozycja w klasyfikacji według Index FungorumDermateaceae, Helotiales, Leotiomycetidae, Leotiomycetes, Pezizomycotina, Ascomycota, Fungi.
Gatunki
- Neofabraea actinidae (P.R. Johnst., M.A. Manning & X. Meier) P.R. Johnst. 2014
- Neofabraea brasiliensis Sanhueza & Bogo 2015
- Neofabraea illicii X. Sun, L. Wang & L.D. Guo 2015
- Neofabraea inaequalis (M. Morelet) Chen Chen, Verkley & Crous 2015
- Neofabraea kienholzii (Seifert, Spotts & Lévesque) Spotts, Lévesque & Seifert 2013
- Neofabraea krawtzewii (Petr.) Verkley 1999
- Neofabraea malicorticis H.S. Jacks. 1913
- Neofabraea perennans Kienholz 1939
- Neofabraea vagabunda (Desm.) Rossman 2014

Wykaz gatunków i nazwy naukowe oraz wykaz gatunków na podstawie Index Fungorum.